# Шишка Василь Іванович
Василь Іванович Шишка (7 серпня 1931, село Дернів Кам'янка-Бузького району Львівської області — ?) — український радянський діяч, тракторист колгоспу імені Леніна села Дернів Кам'янка-Бузького району Львівської області. Герой Соціалістичної Праці (17.08.1988).

## Біографія
Народився в селянській родині. Батько, Іван Антонович Шишка, з 1947 року працював головою колгоспу в селі Дернові.
Закінчив сім класів сільської школи.
З 1947 року — їздовий колгоспу імені Шевченка села Дернів Кам'янсько-Бузького району Львівської області. 
У 1948 році закінчив курси трактористів при Кам'янсько-Бузькій машинно-тракторній станції (МТС) і почав працювати причіплювачем, а потім трактористом МТС.
З 1958 року — тракторист колгоспу імені Леніна села Дернів Кам'янсько-Бузького району Львівської області.
Член КПРС.
Указом Президії Верховної Ради СРСР від 17 серпня 1988 року за видатні результати, досягнуті у збільшенні виробництва сільськогосподарських продуктів на основі освоєння інтенсивних технологій та передових методів організації праці у землеробстві і тваринництві, і виявлену трудову доблесть, Василю Івановичу Шишці присвоєно звання Героя Соціалістичної Праці з врученням ордена Леніна і золотої медалі «Серп і Молот».
Потім — на пенсії в селі Дернів Кам'янка-Бузького району Львівської області.

## Нагороди
- Герой Соціалістичної Праці (17.08.1988)
- орден Леніна (17.08.1988)
- орден Жовтневої Революції
- орден Трудового Червоного Прапора
- медалі